# لكزس آي إس
لكزس آي إس (بالإنجليزية: Lexus IS) هي سيارة صغيرة فارهة تنتجها شركة لكزس.
يحتل طراز آي إس الفئة دون طراز إي إس وطراز جي إس في خط إنتاج لكزس. تم بيع الجيل الأول من آي إس باليابان تحت اسم تويوتا ألتيزا حتى تم تقديم الجيل الثاني. يتم استعمال لفظ ألتيزا حالياً للإشارة للمصابيح الكرومية الخلفية للسيارة كالتي زود بها الجيل الأول وتسمى مصابيح ألتيزا أو مصابيح لكزس-ستايل.
تم تقديم الجيل الأول من ألتيزا باليابان في أكتوبر عام 1998م، بينما تم تقديم آي إس 200 بأوروبا عام 1999م وطراز آي إس 300 بالولايات المتحدة عام 2000م.
تم تزويد الجيل الأول بمحرك خطي من 6 اسطوانات، بينما تم تقديم الجيل الثاني عالمياً عام 2006م بمحركين (V6) وهما طرازي آي إس 250 وآي إس 350. تم تقديم نسخة عالية الأداء عام 2007م وهي آي إس-إف والتي زودت بمحرك (V8)، كماتم تقديم النسختين المتحولتين آي إس 250 سي وآي إس 350 سي عام 2008م.

## وصلات خارجية
- Official sites for: Australia, China, Europe, Japan (IS), Japan (IS C), Japan (IS F), New Zealand نسخة محفوظة 22 أكتوبر 2013 على موقع واي باك مشين., U.K., the U.S.